# Terra Lliure

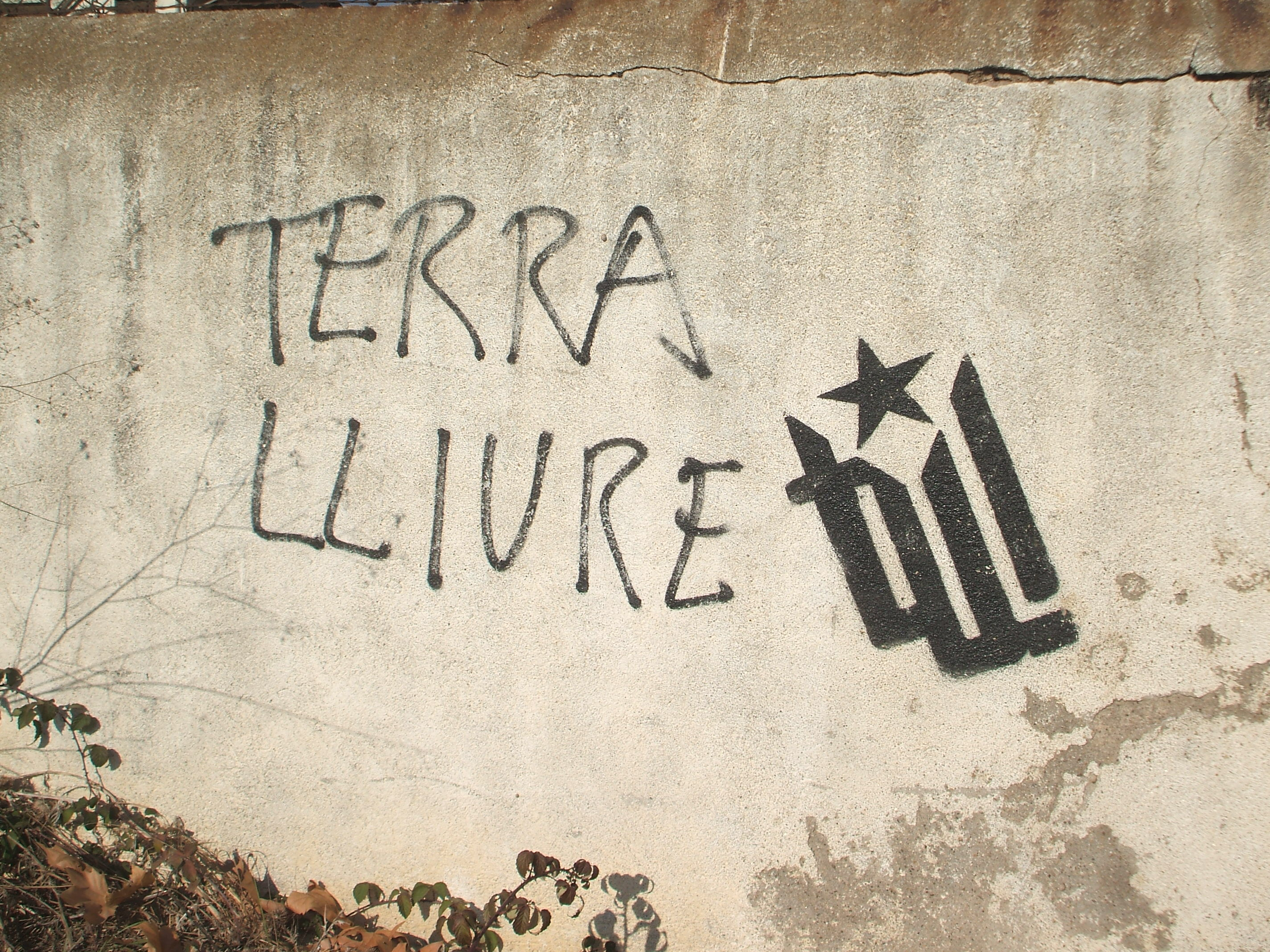
Graffiti met het logo van Terra Lliure

Terra Lliure (Nederlands: Vrij land) was een Catalaanse terroristische beweging, die actief was tussen 1978 en 1991. De organisatie streed voor een onafhankelijk Catalonië en hing een linkse ideologie aan. Terra Lliure heeft meer dan 200 aanslagen gepleegd, en is verantwoordelijk voor 5 doden (waarvan 4 van de organisatie zelf). Gedurende haar bestaan, hebben de autoriteiten meer dan 300 personen aangehouden die banden hadden met de organisatie. Na de opheffing van de groep zijn enkele leiders ervan actief geworden binnen de politieke partij Esquerra Republicana de Catalunya (ERC), die van ze eiste het geweld expliciet af te zweren om lid te kunnen worden. In 1996 zat geen van de voormalige leden van de organisatie nog gevangen.  